# Verdiana Verardi
Verdiana Verardi (Genova, 16 dicembre 1987) è un'ex tennista italiana.

## Biografia
Ha vinto quattro titoli di singolare e dieci di doppio nel circuito ITF. 
Nel 2005 ha conquistato in doppio la medaglia di bronzo ai Giochi del Mediterraneo. 
Nel ranking WTA ha raggiunto la posizione numero 358 in singolare il 15 giugno 2009, e la 287 in doppio nel maggio 2007.
Si è ritirata ancora piuttosto giovane, nel 2011, a causa di diversi problemi fisici. 